# Luis Alberto del Paraná
Luis Osmer Meza, mais conhecido pelo nome artístico Luis Alberto del Paraná (Altos, 21 de junho de 1926 — Londres, 15 de setembro de 1974) foi um cantor e violonista paraguaio, membro do grupo Los Paraguayos que viajou o mundo durante as décadas de 1950, 1960 e começo da década de 1970. É considerado um dos artistas paraguaios de maior trajetória e renome, além de um ícone da música paraguaia, tendo lhe sido atribuído o título de embaixador da música paraguaia.

## Biografia
Del Paraná nasceu em Altos, Departamento de Cordillera, em 21 de junho de 1926, filho da costureira Jacinta Meza e do maestro rural José Encina González. Contudo, só foi registrado por sua mãe em 14 de daquele ano. Foi o quarto de uma família de filho filhos, na qual só havia uma mulher: Obdulia (Chiquita Meza), também cantora. Seus irmãos Reynaldo e Oscar de Alba também foram cantores. Deu Seus primeiros passos em Ypacaraí.
Em 1942 aos 16 anos, durante a primeira competição de Bairros da região representou seu bairro Campo Grande, juntamente com Humberto Barúa y el arpista Digno García.
Sua mãe, que era costureira, faleceu em 15 de agosto de 1956 aos 67 anos, cuando Luis estava em turnê pela Europa. Já seu pai faleceu em Piripucú, Departamento de Concepción.
Se capsu pela primeira vez com Lissette Cairoli, uma francesa oriunda de uma família circense. Seu segundo casamento foi com a bailarina espanhola Carmen Caballero González de las Navas (falecida em 2018). Com ela teve dois filhos chamados Luis Manuel e Carmen Fabiola.
Depois de volta de uma turnê na América Central, Luis Alberto del Paraná (nome artístico que adotou no México), formou o trip chamado de Los Paraguayosc juntamente com Digno García y Agustín Barboza. Em 1953, o Governo do Paraguai deu cerca de 3200 dólares a cada um dos artistas para difundirla música paraguaia na Europa, na chamada Misión Cultural Oficial.

Cumprido o contrato, o trio se separou y Paraná formou o grupo Los Paraguayos con seu irmão Reynaldo Meza, Rubito Medina e o harpista José de los Santos González. Em seguida gravaram um LP para a Philips intitulado "Famous Latin American Songs y Ambassador of Romance".
Foi um dos primeros latino-americanos de sucesso na Europa nas década de 60 e 70. Paraná chegou a mais de 500 canções gravadas e visitou mais de 76 países por suas turnês. Se apresentou em Madison Square Garden de Nova Iorque, no teatro Olympia de París, no London Palladium, no Latín Quarter Tokio, no Tchaikowsy Concert Hall de Moscou, no Royal Variety Performance (onde no dia 4 de noviembre de 1963 atuou com os Beatles), no Festival de Sanremo em 1966, entre outros.

## Morte
Del Paraná faleceu aos 48 anos no Prembridge Court Hotel em Londres, no dia 15 de setembro de 1974, em decorrência de um derrame cerebral.

## Homenagens
Em sua homenagem foram realizadas no Paraguai a chamada Cadena del Dolor, onde quase todas as emissoras de Rádio do Paraguai se uniram para transmitir minuto a minuto seu enterro, desde a chegada de seu corpo até o aeroporto de Luque. Seu velório foi no Teatro Municipa e trilhou até o Cemitério de Recoleta. Foi considerado o embaixador da música paraguaia y soldado da arte paraguaia.